# Janko Vuković-Podkapelski

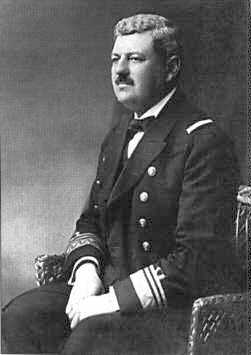
Janko Vuković Podkapelski

Janko Vuković Podkapelski (vollständig Janko Mihovil Aleksandar Vuković de Podkapelski; * 27. September 1871 in Jezerane, Lika; † 1. November 1918 in Pula, Istrien) war ein österreichisch-ungarischer Konteradmiral der k. u. k. Kriegsmarine kroatischer Abstammung. Kurz vor dem Ende des Ersten Weltkriegs wurde er  Flottenkommandant der Marine des kurzlebigen Staates der Slowenen, Kroaten und Serben. Nach der maritimen Regel, dass der Kapitän als Letzter von Bord geht, ertrank Vuković Podkapelski beim Untergang des Flaggschiffs Viribus Unitis, nachdem er den Großteil der Schiffsbesatzung gerettet hatte.

## Leben
Janko Vuković Podkapelski stammte
aus einer kroatischen Adels- und Grundbesitzerfamilie aus der Lika, von der einige Mitglieder der k. u. k. Armee angehörten. Er besuchte die Marineakademie Fiume und diente nach erfolgreicher Ausmusterung in verschiedenen Dienststellungen in der k. u. k. Kriegsmarine. Im Jahr 1915 wurde er zum Linienschiffskapitän befördert. Er war Kommandant des Linienschiffes Babenberg, des Rapidkreuzers SMS Admiral Spaun und des Flottenflaggschiffs SMS Viribus Unitis.

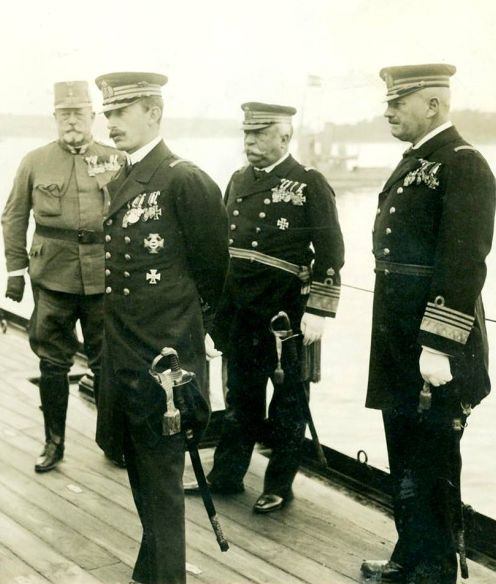
Kaiser Karl (Vordergrund, links) und Vuković Podkapelski (rechts) an Bord der SMS Admiral Spaun in Pula, Oktober 1917.

Als auf Befehl Kaiser Karls die Flotte vom Flottenchef Vizeadmiral Miklós Horthy an den Südslawischen Nationalrat übergeben werden sollte, trat Vuković Podkapelski in den Dienst des Nationalrats und wurde neuer Flottenkommandant. In dieser Eigenschaft übernahm er die bisherige k. u. k. Kriegsmarine als Marine des Staates der Serben, Kroaten und Slowenen.
Am 30. Oktober 1918 wurde die österreichisch-ungarische Marineflagge auf dem Flaggschiff Viribus Unitis für immer eingeholt und erstmals die rot-weiß-blaue kroatische Flagge auf den Schiffen gehisst. Einen Tag später erfolgte  auf der Flottenbasis Cattaro das Niederholen, wie auch das anschließende Hissen der kroatischen Flagge, in einer feierlichen Zeremonie mit Hymnen und Flaggensalut.
Als Flottenkommandant der Marine des neuen südslawischen Staates ließ Vuković Podkapelski den kriegführenden Mächten mitteilen, dass sich der sogenannte SHS-Staat als nicht im Kriegszustand befindlich betrachte. Diese Mitteilung wurde von Italien ignoriert, da es kein Interesse an einer neuen Seemacht an der Ostküste der Adria hatte.

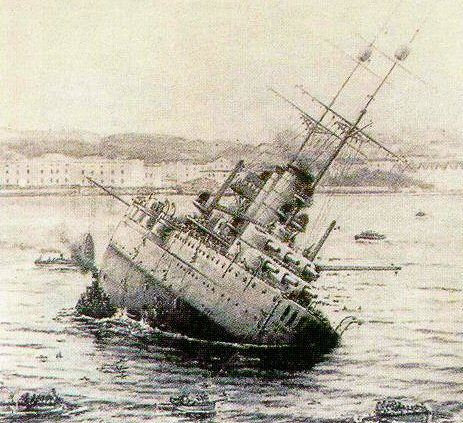
Das sinkende Schiff Viribus Unitis (1918)

Bereits einen Tag nach dem Flaggenwechsel brachten italienische Kampfschwimmer in  einem bemannten Torpedo des Typs Mignatta am Schiffsrumpf der Viribus Unitis Haftminen an, die um kurz nach 6:30 Uhr detonierten. Mit dem Untergang des Flaggschiffs in den Morgenstunden des 1. November 1918 erlitten mit Vuković Podkapelski etwa 250 meist kroatische Seeleute den Seemannstod. Es war der erste Einsatz des Mignatta und der letzte Einsatz während des Ersten Weltkriegs. Zwei Tage später unterzeichneten Österreich-Ungarn und Italien den Waffenstillstand von Villa Giusti.

## Auszeichnungen
Vuković Podkapelski wurde unter anderem 1917 mit dem Orden der Eisernen Krone III. Klasse ausgezeichnet.

## Nachleben
Im Hafen von Pula erinnert je eine Gedenktafel in kroatischer und deutscher Sprache an Vuković Podkapelski. Sein Seemannstod war Stoff für die Romane Admiralski stijeg (Die Flagge des Admirals) von Ivan Katušić (1986) und Admiral von Stjepan Vukušić (2003).